# Iias高尾

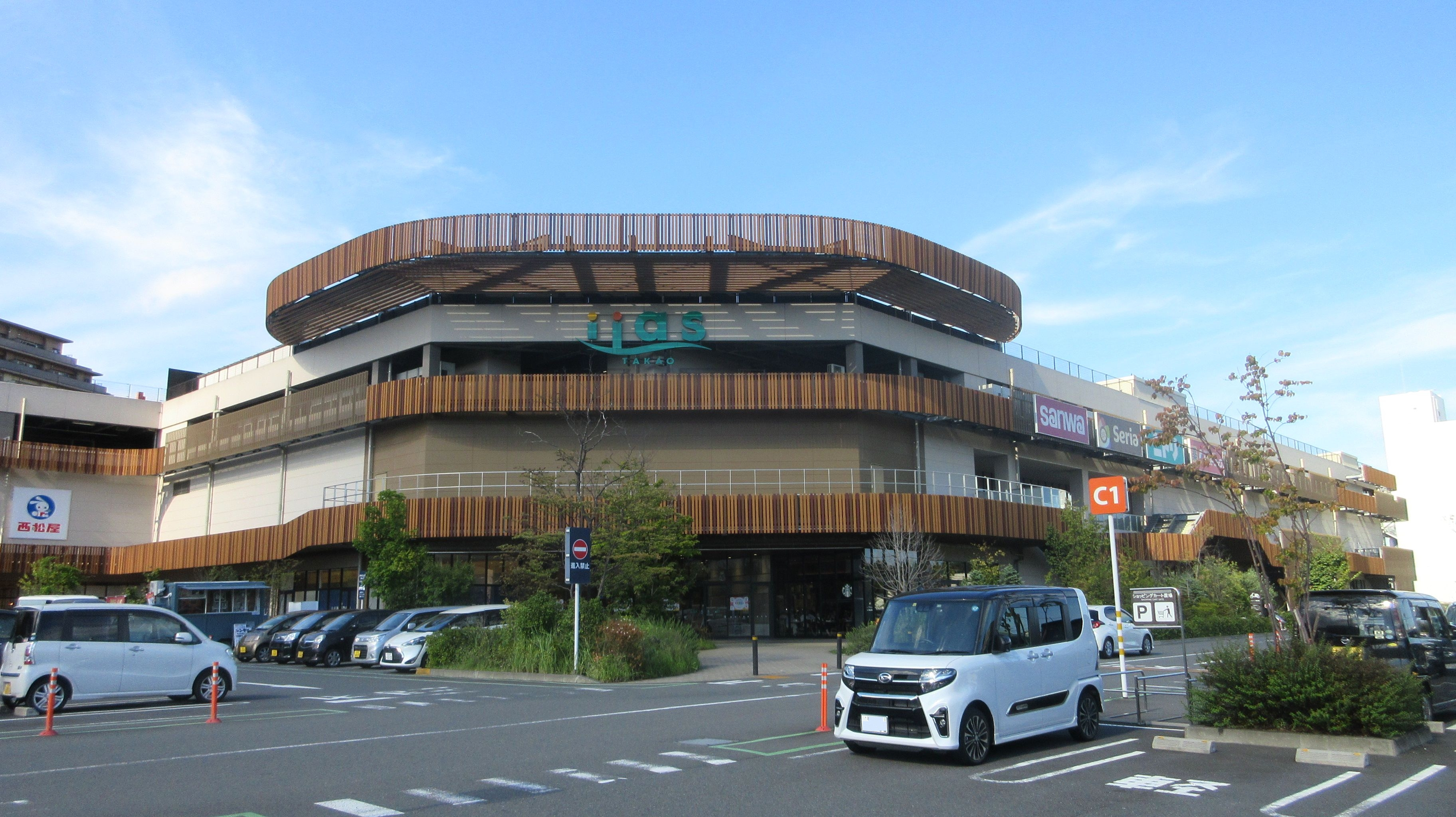
駐車場からの施設外観

iias高尾（イーアスたかお、iias TAKAO）は、東京都八王子市東浅川町に存在する大型ショッピングセンターである。運営は大和ハウスグループの大和ハウスリアルティマネジメント株式会社。

## 概要
1961年に開設され2008年に売却・撤退された半導体工場「沖電気工業八王子工場」の跡地の一部（64,000m2分）を再開発する形で誕生したニュータウン「高尾サクラシティ」の一角に建設され、2017年6月22日に開業した。
オープニングセレモニーには八王子市長の石森孝志やご当地キャラクターなどが参加した。コンセプトは「ちょうどいいが、心地いい。」。

## テナント
核テナント
- 三和（スーパーマーケット）
- スーパースポーツゼビオ（スポーツ用品店）
- ニトリ（家具・インテリア）
- トイザらス・ベビーザらス（おもちゃ・ベビー用品）
- ノジマ（家電量販店）

## アクセス

### 鉄道・バス
- JR中央線・京王高尾線高尾駅より徒歩6分
- 京王高尾線狭間駅より徒歩5分
- 京王バス「イーアス高尾」バス停下車
  - オープン直後は無料シャトルバスが運行されていた（2017年8月末日をもって運行終了）。

詳細は「京王バス高尾営業所#イーアス高尾シャトルバス（期間限定運行）」を参照。

### 高速道路
- 最寄りIC：圏央道高尾山IC

## 周辺施設
- 高尾スターレーン（ボウリング場）
- 八王子市立東浅川小学校